# МиГ-3
МиГ-3 (рус. Микоян и Гуревич МиГ-3) је био совјетски ловачки авион из периода Другог свјетског рата. Конструисан је у пројектном бироу Артјома Микојана и Михаила Гурјевича. Изведен је из авиона МиГ-1.

## Развој
Многобројни проблеми уочени код авиона МиГ-1 су морали бити отклоњени. Нестабилност, мали долет, слабо наоружање и други су рјешавани са аеродинамичким побољшањима, повећањем угла нагнутости крила према горе (дихедрал), повећањем количине горива, и појачањем наоружања и оклопне заштите. Први лет тако побољшаног прототипа авиона МиГ-3 је изведен крајем 1940. Авион је ушао у серијску производњу 20. децембра 1940.
Због престанка производње мотора Микулин АМ-35 1942. године, авиони МиГ-3 су престали да се производе. Вршени су покушаји уградње других мотора, као Швецов АШ-82 звјездасти мотор у МиГ-3-82 (И-210) и МиГ-9 ("ИХ") са мотором М-82А. Касније је направљен побољшани И-211, а затим и МиГ-3У опет са мотором Микулин. Ниједан није ушао у производњу.
Произведено је укупно 3422 авиона МиГ-1 и МиГ-3, од тога око 3300 МиГ-3.

## У борби
У вријеме почетка Операције Барбароса, око 1200 авиона је било испоручено из фабрике.
Авион се показао добро на висинама преко 5000 метара. Међутим, како се већина ваздушних борби на Источном фронту водила на мањим висинама, његове предности нису могле доћи до изражаја. Понекад су кориштени чак и за нападе на јединице на земљи, гдје су се лоше показали. Авиони су кориштени и за извиђање, гдје је њихова велика брзина била врло корисна.
Совјетски ваздушни ас (59 побједа) Александар Покришкин је постигао своје прве побједе у рату на авиону МиГ-3.

## Карактеристике
Врста авиона: ловачки авион
- Посада: један
- Први лет прототипа: 1940.
- Уведен у употребу: 20. децембар 1940.
- Крај употребе:
- Конструктор: пројектни биро Артјома Микојана и Михаила Гурјевича.

Димензије
- Дужина: 8.26
- Распон крила: 10.2
- Висина: 3.5
- Површина крила: 17.44
- Аеропрофил крила:

Масе
- Празан: 2595
- Оптерећен:
- Највећа полетна маса: 3350

Погонска група
- Мотор: један, Микулин АМ-35А, 1350 КС, 1007
- Однос снага/тежина: 0.18

## Летне особине
- Највећа брзина: 640
- Крстарећа брзина:
- Радијус дејства: 1195
- Највећи долет: 1250
- Оперативни врхунац лета: 12000
- Брзина пењања: 877,2m/min

## Наоружање
- Стрељачко: 1 митраљез 12.7 mm УБС, 2 митраљеза 7.62 mm ШКАС. Неки авиони су имали додате подкрилне митраљезе УБК 12.7 mm.
- Бомбе: 2 бомбе од по 100
- Ракете: 6 ракетних зрна РС-82, калибра 82

## Корисници
Совјетски савез
- Совјетске ловачке снаге (ВВС)
- Совјетске копнене снаге (ПВО)
- Совјетске морнаричке снаге

Румунија
- Румунске краљевске ваздушне снаге: Један авион је заплењен Марта 1942 и коришћен је за обуку.